# Handley Page Handcross
Handley Page Handcross là một loại máy bay ném bom hai tầng cánh, một động cơ của Anh. Chỉ có 3 mẫu thử được chế tạo.

## Tính năng kỹ chiến thuật
Dữ liệu lấy từ Barnes & James 1987, tr. 252
Đặc điểm tổng quát
- Kíp lái: 2
- Chiều dài: 40 ft 0 in (12.2 m)
- Sải cánh: 60 ft 0 in (18.3 m)
- Diện tích cánh: 788 ft2 (73.2 m2)
- Trọng lượng rỗng: 5.215 lb (2.360 kg)
- Trọng lượng có tải: 7.500 lb (3.400 kg)
- Động cơ: 1 × Rolls Royce Condor III, 670 hp (500 kW)

Hiệu suất bay
- Vận tốc cực đại: 120 mph (193 km/h)
- Tầm bay: 500 dặm (805 km)
- Trần bay: 19.250 ft (5.950 m)

Vũ khí trang bị
- 550 lb (250 kg) bomb
- 1× súng máy Vickers.303 in (7,7 mm)
- 2× súng máy Lewis.303 in (7,7 mm)